# یوتانگ
یوتانگ (انگلیسی: Yutong) شرکت خودروسازی چینی است، که در سال ۱۹۶۳ تأسیس شد.